# 土葬
土葬（どそう）は、遺体をそのまま埋葬することである。

## 概要
土葬は埋葬の方法のうち、遺体を地中に埋める方法である。直接地中に埋める方法と、棺や棺桶に入れてから地中に埋める方法がある。
最も古い土葬としてネアンデルタール人によるものが知られており、土葬は極めて古い起源を持つ埋葬形態である。
キリスト教、イスラム教、儒教など火葬に対して否定的な宗教も多く、そのような宗教では土葬が主流である。
BBCによると、世界で190以上の国が土葬を認めている。

## 日本の土葬

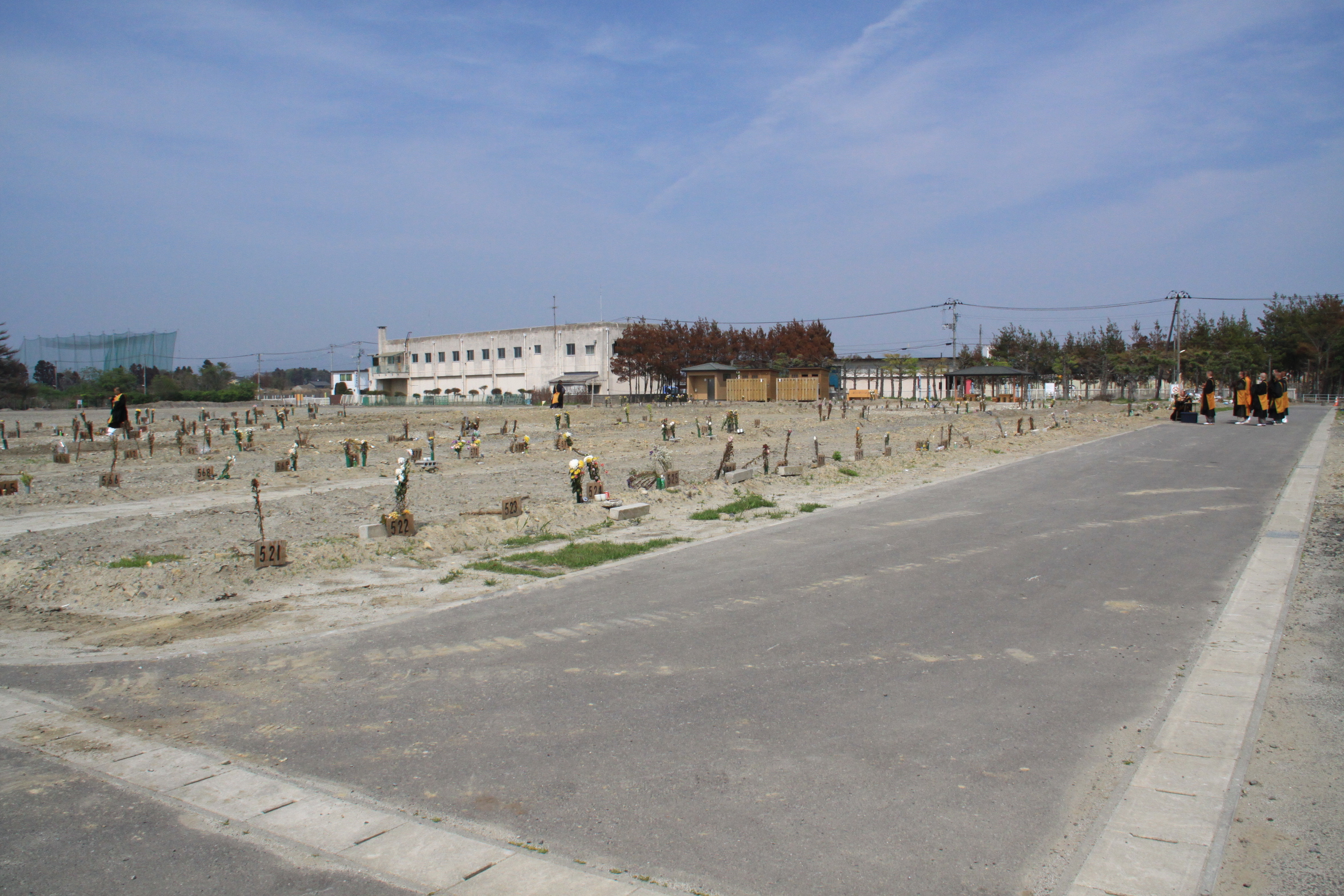
東日本大震災後に行われた一時的な土葬（宮城県石巻市、2011年6月7日）

『日本書紀』大化2年三月条（646年）の「大化薄葬令」（『日本書紀』では、「葬は蔵（かく）すなり、人の見ること得ざらんことを欲す」という『礼記』檀弓上に基づく『三国志』魏書「文帝紀」（黄初3年（222年）条）の記述を引用している。
江戸時代には、儒教の普及で廃仏主義から会津藩藩主の保科正之、水戸藩主の徳川光圀や斉昭、土佐藩家老の野中兼山などは儒葬を奨励し、火葬を禁止して土葬に変える藩があった。また、江戸時代前期に宮中に魚を卸していた京都の商人奥八兵衛が、後光明天皇の葬儀において、遺言と儒教に則り土葬とすべきだと活動を行い土葬とさせたとされる。尚、土佐藩はその後、罪人を火葬し、常人は土葬する方式を用いている。
明治政府は仏教での葬法としての火葬に反対した神道派の主張を受け入れ、1873年（明治6年）7月18日太政官布告による火葬禁止令を出した。準備として、大規模な土葬用の東京府営の霊園を港区の府立青山霊園「神葬墓地」として、火葬禁止の太政官布告前に設立され、さらに雑司ヶ谷霊園、谷中霊園が造成された。これらには明治初期の土葬墓が残るが、1区画でかなり広い。
一方で、仏教側や東京府では火葬場も加わった反対建白書の提出が相次いだ。また、衛生面からも火葬が好ましいとの意見が出たり、都市部での土葬用の土地が不足する問題もあったため、約2年後の1875年（明治8年）5月23日に火葬禁止令を解除した。同時に、近代的な火葬場設置の基準が定められ、コレラなど指定伝染病患者の土葬が禁止され、違反した土葬墓は3年間改葬を禁止した。1918年（大正7年）には、全国の火葬場数が統計開始以来最高の37,522か所になり、重油使用や設備も改善し、火葬率は増加して1935年（昭和10年）には全国の火葬率が50パーセントを超え、土葬は半数以下へと減っていった。
日本における土葬の具体的な方法や風習などは、地方によって様々である。棺桶の形態としては、文字通り「桶」に入れる地方もあれば、平棺（長方形の棺）に入れる地方もある。また、棺のことを「がん箱」と呼ぶところもある。棺桶は親族や近隣住民によって、墓まで担いで運ばれる。担ぎ手の役になるものは予め決められているが、地域によっては身内に妊婦がいる者は生まれてくる子に縁起が悪いと言われ、役を免除されることもあった。銭撒きと言われる、庭や墓穴に硬貨を撒く風習もあった。
遺体の入れ方は、膝を抱えるように入れる普通の埋葬法だけではなく、頭を下にしたり、骨を折ったりして埋めるやり方もあった。これらは死者が生き返らないようにするための呪術的な意味合いを持つ。同様に、墓石にも土葬にした死者が生き返って迷い出てこないようにとの意味が込められていた。なお墓穴周囲には、野犬や猿、カラスその他の野生生物の掘削を防ぐために「犬よけ」と称して竹や樹木の枝を立て廻す風習もあった。埋葬から何年かのちに、墓を掘り起こし、骨を骨壷に入れたりするところもある。
「墓地、埋葬等に関する法律」では火葬も土葬も平等に扱われているが、東京都や大阪府、名古屋市、長崎市など、条例（東京の場合は「墓地等の構造設備及び管理の基準等に関する条例施行規則」、長崎市は「墓地、埋葬等に関する法律施行細則」）によって土葬を禁じている自治体がある。ただし、感染症の病原体に汚染された、またはその疑いがある場合などは別途制限がある（「感染症の予防及び感染症の患者に対する医療に関する法律」第30条）。なお、条例制定をしていないその他の自治体の大半も墓地の管理規則で制限して、火葬が9割である。土葬は、京都府、奈良県、滋賀県、和歌山県、三重県、山梨県、岐阜県、茨城県、宮城県、栃木県、鳥取県、高知県、北海道の一部の地域で行われている。これらの地域以外に、僻地、離島でも土葬を風習としている地域がある。許可を出している奈良県などの自治体の許可基準としては「地下水などの飲用水に影響しない」「住民感情に配慮」「永代にわたり管理できる」等が定められている。天皇、皇族に関しては1617年に崩御した後陽成天皇以降は土葬で、陵（墓）が築かれ埋葬されていた。だが、皇后を除く皇族は、1953年（昭和28年）に薨去した秩父宮雍仁親王以降、本人の希望で火葬される例が増えていた。2013年（平成25年）11月14日、宮内庁は天皇や皇后が崩御した際の埋葬方法を、天皇明仁および皇后美智子（いずれも当時）の意向により旧来の土葬から火葬に変更する方針だと発表した。
2011年（平成23年）に発生した東北地方太平洋沖地震（東日本大震災）では、交通手段や燃料の問題もあって、遺体の数に対し火葬場の処理能力が追いつかず（宮城県南三陸町では火葬場そのものが被災して使用不能になった）、遺族の許可のもと、遺体の腐敗が進む前に（一時的なものも含めて）集団土葬を執り行った。また地元の葬儀業者も被災したため、建設業者がトラックで運搬したり、陸上自衛隊が埋葬を担当した。
アイヌは土葬し木製の墓標を立てる習慣があったが、2019年時点では火葬が主流である。

## 中国の土葬
中国では儒教の影響が強く、土葬が長く行われてきた。唐の時代に仏教の影響で火葬が行われるようになったが、これを非とし「火葬は遺体に対する冒涜」とする儒者の意見は根強く、清朝の乾隆年間には、却って火葬が大いに下火になるに至った。歴史学者の宮崎市定は、論文「中国火葬考」（岩波文庫『中国文明論集』などに収録）で「歴史の発展が、必ずしも世界的に合理的な方向にばかり発展するとは限らないという一例証」と評している。
中華人民共和国では公衆衛生および用地不足の観点から、ウイグル族やカザフ族、鳥葬が行われることが多いチベットなどの一部地域を除き、火葬が義務付けられている。

## 韓国の土葬
韓国では、儒教式の葬儀が行われ、土葬である。日常でも親族との交流は濃く、特に祖先祭祀の法事や墓祭は厳重で、「同高祖入寸」（寸は親等）4代前の父系祖先の子孫たち全ての親族が出席する。やむを得ぬ事情で欠席する人もいるが、他にも知人や近所の人も出入りして混雑する。墓祭は5世代以上の祖先たちの墓に、毎年一定の日（陰暦10月または3月）に墓地で行い、その前には1基ごとに独立して風水地理説によって墓相のよい箇所に作るため分散した墓を掃除して整える。時間、労力、資金等の負担は大変である。
かつては土葬が大半であったが、埋葬の土地が不足していることや、現代の生活様式の変化などで、2015年現在では火葬率は85.5％に達する。

## キリスト教の土葬
アメリカ合衆国では宗教的理由により火葬より土葬が好まれる傾向が1990年代まで強かった。これはキリスト教の最後の審判に際しての死者の復活の教理を持つため、キリスト教会の伝統として火葬に否定的な見解があった事が背景にある。しかし、2007年から始まった世界的な不況の影響で費用が掛かる土葬よりも火葬が執り行われることが増えたとされる。全米葬儀ディレクター協会や北アメリカ火葬協会の調べによると、2013年には火葬を選択したアメリカ人の割合が45.3%に達し、1998年に24%だった火葬の割合がその後の20年間で倍近くにまで増えており、急激に火葬の割合が上昇している。
火葬の否定は必ずしも日本で採用される見解ではない。正統長老教会の神学者ローレン・ベットナーは『不死-死後の問題の解明』で、聖書の火葬の記述、『ヨシュア記』7:25-26、『第一サムエル記』31:10-13が「呪われたもの」に対するものであったと指摘し、火葬に反対しているが、この本を翻訳した日本の福音派の指導者尾山令仁はベットナーと異なる見解をとっている。ベットナーはアブラハム、イサク、ヤコブ、ヨセフ、モーセ、ダビデ、ソロモン、そしてイエス・キリスト自身が土葬にされていることに注意を促し、クリスチャンは土葬するべきだとした。
正教会、カトリック教会、聖公会、プロテスタントのいずれの教派の信徒も他国では通常土葬されることが多い。日本では教会が信徒用の墓地を確保している例もあるが土地が少ないため、日本では火葬されることが一般的である。

## イスラムの土葬
イスラム教では、クルアーンと預言者ムハンマドの言行（ハディース）に基づき、土葬は可能である場合に義務とされている。理由としては、死者への尊厳を尊重するためとされており、唯一神アッラーはどのような状態からでも身体を蘇らせることが可能であると信じているムスリムは、アッラーが審判の日に体を蘇らせるためにと土葬しているわけではない。埋葬方法は、エジプトなどで見られるように、小さな部屋に遺体を収める形が一般的である。この手法が実践されている理由は主に二つで、第一に、臭いを遮断し、遺体を動物や虫から守るため。第二に、遺体を尊重し、動物が遺体に触れないようにするためである。日本で外国籍のムスリムが死亡した場合には土葬が認められている国に運び埋葬する場合もあるが、遺体の空輸には70万～100万円ほどの費用がかかり手続きも複雑となる。また、日本人が外国籍のムスリムと国際結婚した場合、パートナーのイスラム教への入信が義務となり、先祖の墓とは別の墓が必要になる問題も発生している。
火葬の徹底している中国でも、イスラムのウイグル族、カザフ族は、土葬が認められている。新型コロナウイルス感染症への防疫を目的とした中国政府の2020年2月1日の通知では、感染者の遺体は火葬の習慣がないイスラム系の少数民族を含め、一律に火葬するよう求めている。
スリランカ政府も2020年春、死亡した新型コロナウイルス感染者の火葬を義務付けたが、2021年2月25日に土葬を許可した。国内イスラム教徒の反発のほか、イスラム協力機構や国際人権団体から批判を受けた。世界保健機関（WHO）は「土葬で感染が広がる根拠はない」との見解を示している。
埋葬時は棺から遺体を取り出し、真水で体を拭いてから布を巻き、遺体の頭をメッカの方向に向けて埋葬する。墓穴は2段掘り、深い方に遺体を入れ木の板を敷いてからその上に土を被せるため中の一部は空洞になっている。死後、横たえた遺体が、最後の審判の結果を伝える天使が来訪したら、上半身を起こし天使の声を聞くのだという。そのため、身を起こせるだけのスペースを確保する必要があるとのことである。
新型コロナウイルス感染症の拡大で、イランでは政府が専用の墓地を開設し、家族を立ち会わせず、遺体を洗わずに2メートル以上の深さに土葬する。イラクでは新型コロナウイルスによる死亡者の埋葬が墓地側に拒否される事例が発生。イスラム教は死亡後24時間以内に埋葬するのが望ましいとされるが、行き場を失った遺体が病院内に1週間も留め置かれる事態になり、国会は政府に対し、市街地から離れた砂漠地帯に新たな墓地を開設するよう求めている。

### 日本国内の墓地
イスラム教徒が日本では11万人と拡大しているが、葬が可能な墓地が少ないため遠方の墓地に運んだり、母国に空輸するなどしている。日本在住のイスラム教徒の土葬を巡って周辺住民と摩擦が発生している。専用の墓地建設は難航しつつも一部で進んでいる。墓数は一定確保できたが、地域的な偏りの解消、分散化、墓地情報の伝達が課題となっている。日本でイスラム教徒向けや外国人の土葬を認める霊園は、山梨県甲州市文殊院と北海道余市町、茨城県つくばみらい市、小美玉市、埼玉県本庄市、静岡県静岡市、和歌山県橋本市、兵庫県神戸市立外国人墓地の8か所にある。
同じく土葬が主流であるキリスト教徒用の墓地を間借りする例もある。
2010年にイスラム教の埋葬工法として衛生的かつ埋葬時の安全性のあるコンクリート構造の埋葬システムを勝澤洋が考案し日本で初めて清水霊園イスラーム墓地で施工したとされる。
2020年、大分県日出町にイスラム教徒用の土葬墓地の建設計画が進められていたが地域住民が反発。町議会で計画に反対する住民の陳情が議題として取り上げられ、同年12月4日、賛成多数で採択された。
2024年、宮城県ではイスラム教徒が多いインドネシアからの人材受け入れを推進する立場から、土葬が可能な公営墓地を県内に整備する方針を表明した。